# 格氏盾形提灯虫
格氏盾形提灯虫（学名：Lychnaspi giltschi）为穿盾虫科盾形提灯虫属的动物。分布于大西洋、太平洋、印度洋、地中海，包括东海等海域。